# Planet-Verlag Berlin
Der Planet-Verlag war ein Zeitschriften- und Postkartenverlag in Ost-Berlin von 1949 bis 1992.

## Geschichte

### 1949–1972
Am 12. Dezember 1949 wurde der Planet-Verlag GmbH im Auftrag des Landesverbandes Groß-Berlin der SED gegründet. Er gab die Freie Presse. Organ der oppositionellen Sozialdemokraten in Groß-Berlin. Sozialistische Aktion (SDA) (1949–1961) heraus, die die SPD in West-Berlin schwächen sollte. Weitere Zeitschriften waren Die Konsumverkaufsstelle (1949–1958) und Grundsätzliche Fragen der Konsumgenossenschaften (1952–1958).

### 1972–1989

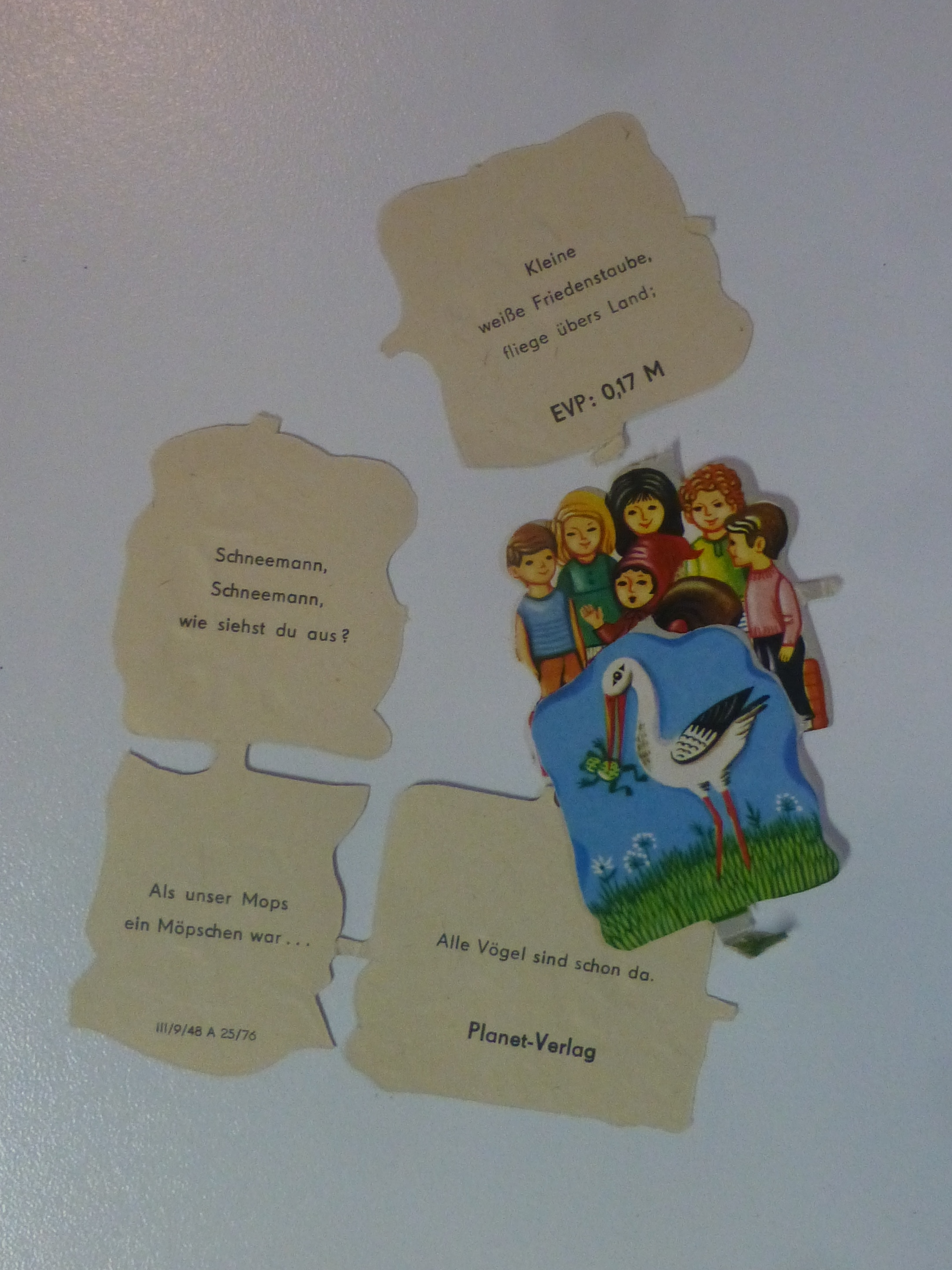
Abziehbilder

1972 wurde die GmbH aufgelöst und der Zentrag der SED unterstellt. Seit dieser Zeit wurden im Verlag Postkarten und Kinderbildmaterialien hergestellt. 1976 erfolgte eine Zusammenlegung mit dem VEB Postkarten-Verlag Berlin zum Planet-Verlag Berlin. Ab 1978 wurden dort alle Glückwunsch- und Trauerkarten der DDR hergestellt, einige Ansichtskarten, sowie Malbücher, Abziehbilder und ähnliches. Jedes Jahr wurden etwa 220 Millionen Karten produziert. Diese wurden von 30 Grafikern, Fotografen und Typografen, sowie von 50 weiteren freien Künstlern entworfen wurden.
In den 1980er Jahren wurden auch einige Kalender herausgegeben.

### 1990–1992
Ab 1990 wurde versucht, die Produktion beizubehalten, mit einem breiteren Angebot von Bildkalendern. Von 1992 sind die letzten Publikationen des Planet-Verlags bekannt.